# Orizzonti Nuovi
Orizzonti Nuovi è stato un giornale pubblicato tra il 2002 e il 2013. Fu organo ufficiale dell'Italia dei Valori.

## Storia
Fu fondato il 21 giugno 2002 a Bellaria-Igea Marina, durante gli stati generali del partito Italia dei Valori.
La direzione editoriale era affidata a Orlando Luigi Vella, mentre i giornalisti Antonio Bianco e Paolo Isa, in periodi diversi, si occupavano della direzione responsabile del giornale. Il periodico aveva cadenza quindicinale ed era l'organo ufficiale del partito. Veniva spedito tramite abbonamento in formato cartaceo, via posta, o in formato elettronico (PDF). Nel giornale, oltre alle rubriche tipiche, era presente la rubrica Vita di partito dove iscritti e simpatizzanti potevano dare il proprio contributo giornalistico.
Nel 2007 il sito internet è stato completamente ristrutturato, trasformandosi in un portale che mirava a diventare il centro dell'informazione di partito pubblicando i comunicati di tutte le sedi di Italia dei Valori.
L'ultimo numero della versione cartacea è stato pubblicato il 15 dicembre 2012.

## Direttori
- Orlando Luigi Vella, direttore editoriale (2002-2013)
- Antonio Bianco, direttore responsabile (2002-2005)
- Paolo Isa, direttore responsabile (2005-2013)

## Collaboratori di redazione
Lorenzo Junior Ferrara (webmaster), Gaetano Montalbano (webcontent editor), Gaetano Vessichelli (redattore), Giovanni Beduschi (vignettista), Matteo Pazzaglia (redattore), Antonino Calabrese, Roberto Morpurgo, Antonio Gentile, Maura Marini, Gustavo Quaranta, Renato Pigliacampo, Carminuccia Marcarelli, Andrea Bacci, Mauro Giovannini (vignettista Gioma), Daniele Silvestri, Gandolfo Carmeci, Wanda Montanelli, Harry Rivetti, Alberto Capra, Ninni Radicini, Sabrina Ferro, Umberto Lachetti, Carmelo Cannarella, Adriana Zanese, Sergio Carta, Pierfelice Zazzera, Elisa Palmieri, Gaetano Montalbano, Daniela Di Iorio, Marco Giuliani, Achille Della Ragione, Sergio Bagnoli, Francesco Lena, Andrea Buquicchio, Giuseppe Astore, Carmen Patrizia Muratore, Pierfelice Zazzera, Giulio Serra, Fabrizio Moscato, Pasquale Capasso, Mario Tocci, Luisa Loffredo, Silvia Piarulli, Giuseppe Di Maria, Felice Massimo De Falco, Giorgio Merlini, Ugo Cortesi, Sergio Bagnoli, Gabriele Vecchione, Domenico Martorelli.

## Corrispondenti esteri
Giovanni Autunno (India), Massimo Bernacconi (Repubblica Ceca), Giovanni Castagna (Brasile), Saverio D’Auria (Chicago), Angelo Di Ianni (Canada), Gianpaolo Donnini (Germania), Antonio Greco (Francia), Roberto Marchesi (Texas), Carlo Mascarino (Argentina), Federico Musso (Olanda), Dionigio Vergallo (Belgio), Oreste Parlatano (Africa), Roberto Pulcini (Gran Bretagna), Silvia Terribili (Paesi Bassi), Vittoria Santoro e Franco Vanoli (Grecia).